# Der Freymüthige

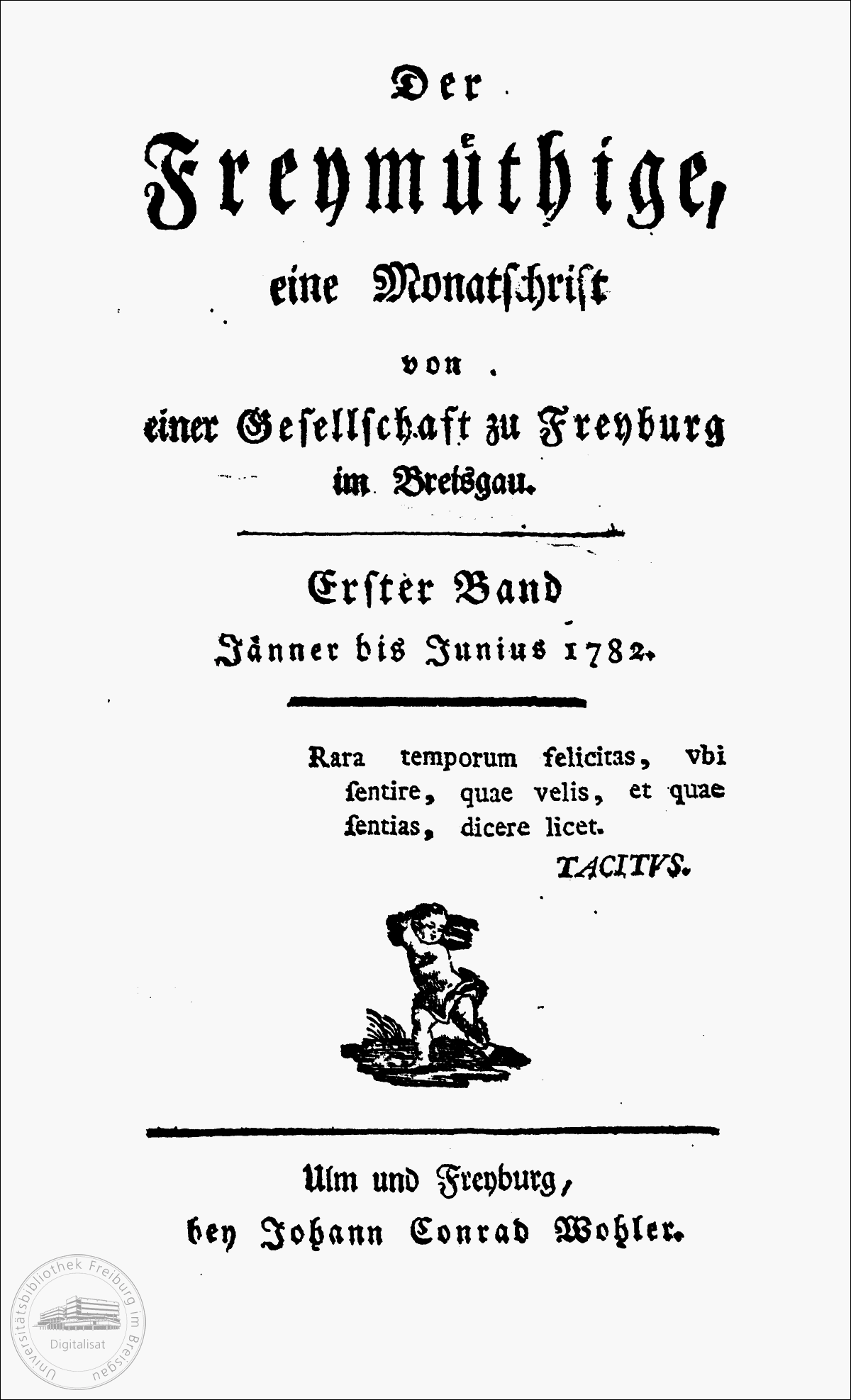
Titelbild des ersten Bandes

Der Freymüthige war eine Zeitschrift, die von 1782 bis 1787 durch Johann Kaspar Ruef, Matthias Dannenmayer und Josef Anton Sauter herausgegeben wurde. Die Monatsschrift von einer Gesellschaft zu Freyburg im Breisgau erschien in Ulm und Freiburg, bey Johann Conrad Wohler. Bis zur Einstellung der Publikation im Jahre 1787 kamen vier Bände und drei Beilagen heraus.
Alle drei Herausgeber waren Mitglieder des Illuminatenordens und der 1784 gegründeten Freiburger Freimaurerloge Zur edlen Aussicht.

## Inhalt
Jedes Heft der Zeitschrift bestand aus vier Artikeln, über die im ersten Heft vom Januar 1782 geschrieben steht: In dem ersten Artikel werden landesfürstliche Verordnungen, vorzüglich solche, welche entweder die Religionen und Kirche, oder die Gelehrsamkeit, Schulen und Erziehung betreffen. Der zweyte Artikel ist kurzen Abhandlungen über verschiedene wichtige und interessante Gegenstände gewidmet. Die meisten dieser Aufsätze werden eigene Ausarbeitungen seyn, welche dahin abzwecken, gemeinnützige und von dem großen Haufen verkannte oder wenigst nie genug beherzigte Wahrheiten zu verbreiten, schädliche Vorurtheile, abergläubische Thorheiten und Mißbräuche zu bestreiten, Menschenliebe und Duldung unter unsern Mitbürgern allgemeiner zu machen, und überhaupt zu Aufklärung des Verstandes und zur Besserung des Herzens und der Sitten in unsereme Vaterlande so viel als möglich beyzutragen ... Der dritte Artikel ist für Recensionen neuer, vorzüglich solcher Schriften bestimmt, welche auf das Schul- und Kirchenwesen einen nähere Beziehung haben ... In dem vierten Artikel werden gelehrte Nachrichten von Universitäten, von deutschen und lateinischen Schulen, von Bibliotheken, von Lehrern und Schulaufsehern, von der Lehrart, und den Verbesserungen derselben, von Beförderungen, Todesfällen u.s.w vorkommen ...

## Josephinische Ausrichtung
Die philosophisch liberale Monatsschrift war ganz im josephinistischem Geiste geschrieben. Die meisten Beiträge entstammten der Feder Ruefs und gefielen anfänglich am Wiener Hofe so, dass Kaiser Joseph befahl, den betreffenden Professoren die allerhöchste Zufriedenheit zu erkennen zu geben. Im fernen Göttingen urteilte Georg Christoph Lichtenberg: Nach den jetzigen Zeitläuften ist der Freymüthige allein eine Universität wert.
Spätestens 1787 jedoch verstimmte der freimütige Ton des Freymüthigen die Obrigkeit dermaßen, dass Ruef die Zeitschrift einstellte. Besonders der Abt von St. Peter Philipp Jakob Steyrer hatte in den Jahren 1785 bis 1787 in drei Schriften Nöthige Anmerkungen zu der Zeitschrift Der Freymüthige die Dogmen der Kirche, das Mönchtum und den Zölibat gegen die zum Teil polemischen Angriffe verteidigt. Ab 1788 gab Ruef als Fortsetzung seiner aufklärerischen Bemühungen die rein theologisch ausgerichteten Freiburger Beiträge zur Beförderung des ältesten Christenthums und der neuesten Philosophie heraus, die allerdings nur in religiösen Kreisen beachtet wurden.